# Grammy Award for Best Gospel Album
Der Grammy Award for Best Gospel Album, auf Deutsch „Grammy-Auszeichnung für das beste Gospel-Album“, ist ein Musikpreis, der seit 2012 von der Recording Academy in Los Angeles verliehen wird. Der Preis geht an Künstler für Alben aus dem Bereich der Gospelmusik.

## Geschichte und Hintergrund
Die seit 1959 verliehenen Grammy Awards werden jährlich in zahlreichen Kategorien von der Recording Academy in den Vereinigten Staaten vergeben, um künstlerische Leistung, technische Kompetenz und hervorragende Gesamtleistung ohne Rücksicht auf die Album-Verkäufe oder Chart-Position zu würdigen. Eine dieser Kategorien ist der Grammy Award for Best Gospel Album.
Die Auszeichnung Best Gospel Album ist eine der neuen Kategorien, die nach einer umfassenden Überarbeitung aller Grammy-Kategorien seit 2012 vergeben wird. Der Preis umfasst Aufnahmen, die zuvor in den Kategorien Best Contemporary R&B Gospel Album, Best Rock or Rap Gospel Album und Best Traditional Gospel Album enthalten waren.

## Preisträger und Nominierte
| Jahr                 | Gewinner                            | Nationalität       | Album                                | Nominierte | Bild des/der Gewinner(s) |
| -------------------- | ----------------------------------- | ------------------ | ------------------------------------ | --- | ------------------------ |
| 2012                 | Kirk Franklin                       | Vereinigte Staaten | Hello Fear                           | - Kim Burrell – The Love Album - Andrae Crouch – The Journey - Mary Mary – Something Big - Trin-I-Tee 5:7 – Angel & Chanelle (Deluxe Edition)                                                             |                          |
| 2013                 | Lecrae                              | Vereinigte Staaten | Gravity                              | - James Fortune & FIYA – Identity - Israel & New Breed – Jesus at the Center: Live - Marvin Sapp – I Win - Anita Wilson – Worship Soul                                                                    |                          |
| 2014                 | Tye Tribbett                        | Vereinigte Staaten | Greater Than (Live)                  | - Tasha Cobbs – Grace (Live) - Donald Lawrence – Best For Last: 20 Year Celebration Vol. 1 - Bishop Paul S. Morton – Best Days Yet - William Murphy – God Chaser (Live)                                   |                          |
| 2015                 | Erica Campbell                      | Vereinigte Staaten | Help                                 | - Ricky Dillard & New G – Amazing (Live) - William McDowell – Withholding Nothing (Live) - Smokie Norful – Forever Yours - Anita Wilson – Vintage Worship                                                 |                          |
| 2016                 | Israel & New Breed                  | Vereinigte Staaten | Covered: Alive in Asia (Live Deluxe) | - Karen Clark Sheard – Destined to Win (Live) - Dorinda Clark-Cole – Living It - Tasha Cobbs – One Place Live - Jonathan McReynolds – Life Music: Stage Two                                               |                          |
| 2017                 | Kirk Franklin                       | Vereinigte Staaten | Losing My Religion                   | - Tim Bowman Jr. – Listen - Shirley Caesar – Fill This House - Todd Dulaney – A Worshipper’s Heart (Live) - William Murphy – Demonstrate (Live)                                                           |                          |
| 2018                 | CeCe Winans                         | Vereinigte Staaten | Let Them Fall in Love                | - Travis Greene – Crossover: Live from Music City - Le’Andria – Bigger Than Me - Marvin Sapp – Close - Anita Wilson – Sunday Song                                                                         |                          |
| 2019                 | Tori Kelly                          | Vereinigte Staaten | Hiding Place                         | - Jekalyn Carr – One Nation Under God - Jonathan McReynolds – Make Room - The Walls Group – The Other Side - Brian Courtney Wilson – A Great Work                                                         |                          |
| 2020 26. Januar 2020 | Kirk Franklin                       | Vereinigte Staaten | Long Live Love                       | - Donald Lawrence presents the Tri-City Singers – Goshen - Gene Moore – Tunnel Vision - William Murphy – Settle Here - CeCe Winans – Something’s Happening! A Christmas Album                             | Kirk Franklin (2017)     |
| 2021 14. März 2021   | PJ Morton                           | Vereinigte Staaten | Gospel According to PJ               | - Anthony Brown & Group Therapy – 2econd Wind: Ready - Myron Butler – My Tribute - Ricky Dillard – Choirmaster - Kierra Sheard – Kierra                                                                   |                          |
| 2022 3. April 2022   | CeCe Winans                         | Vereinigte Staaten | Believe for It                       | - Jekalyn Carr – Changing Your Story - Tasha Cobbs Leonard – Royalty: Live at the Ryman - Maverick City Music – Jubilee: Juneteenth Edition - Jonathan McReynolds & Mali Music – Jonny x Mali: Live in LA |                          |
| 2023 5. Februar 2023 | Maverick City Music & Kirk Franklin | Vereinigte Staaten | Kingdom Book One Deluxe              | - Maranda Curtis – Die to Live - Ricky Dillard – Breakthrough: The Exodus (live) - Doe – Clarity - Maverick City Music & Kirk Franklin – One Deluxe - Tye Tribbett – All Things New                       |                          |
| 2024 4. Februar 2024 | Tye Tribbett                        | Vereinigte Staaten | All Things New: Live in Orlando      | - Erica Campbell – I Love You - Tasha Cobbs Leonard – Hymns (live) - Maverick City Music – The Maverick Way - Jonathan McReynolds – My Truth                                                              |                          |
| 2025 2. Februar 2025 | CeCe Winans                         | Vereinigte Staaten | More Than This                       | - Covered Vol. 1 von Melvin Crispell III - Choirmaster II (live) von Ricky Dillard - Father’s Day von Kirk Franklin - Still Karen von Karen Clark Sheard                                                  |                          |